# The Neon Demon Original Motion Picture Soundtrack
Der The Neon Demon Original Motion Picture Soundtrack wurde von Cliff Martinez komponiert und enthält die Musik zum Film The Neon Demon von Nicolas Winding Refn. Der Soundtrack wurde am 24. Juni 2016 veröffentlicht.

## Produktion
Für die Musik zum Film The Neon Demon arbeitete Refn zum dritten Mal mit dem Komponisten Cliff Martinez zusammen. Außerdem enthält der Soundtrack einige Popsongs anderer Komponisten. Die Power-Ballade Waving Goodbye wurde von der australischen Singer-Songwriterin Sia gesungen, die sie gemeinsam mit dem Musiker Diplo aufgenommen hatte. Das Lied Mine stammt von Julian Winding, dem Sänger und Songwriter der dänischen Indie-Band Sweet Tempest, dem Neffen des Regisseurs und Sohn der Schauspielerin Brigitte Nielsen. Winding hatte bereits den Titel Disconnected im Soundtrack von Refns letztem Film Only God Forgives geschrieben und gesungen.

## Veröffentlichung
Der Soundtrack zum Film umfasst 23 Stücke und wurde am 24. Juni 2016 in digitaler Version und auf CD veröffentlicht. Am 8. Juli 2016 wurde der Soundtrack auch auf Vinyl veröffentlicht.

## Rezeption
Randall Colburn von Consequence of Sound beschreibt die Musik von Cliff Martinez als gespenstisch, schillernd und melodischer als die der Vorgängerfilme. Colburn erkennt einen eindeutigen Einfluss von John Carpenters Lost Themes, es sei etwas wunderbar Intergalaktisches in Martinez’ Musik. Ein Großteil der Musik, so Colburn, schiebe sich allerdings zu sehr in den Vordergrund, statt den Film zu unterstreichen. Beginnend bei dem angsteinflößenden Titellied, über vergnügliche 80er-Jahre-Popsongs bis hin zum schwingenden Wahnsinn im Song Runaway präsentiere sich die Musik mehr als eigenständiges Werk, denn als filmische Begleitung. Aus dem IndieWire’s 2016 Critics Poll ging der Soundtrack als einer der Besten Soundtracks hervor, und Scott Feinberg von The Hollywood Reporter erachtet die Filmmusik und besonders das von Sia gesungene Lied Waving Goodbye als Oscar-würdig. Im Rahmen der Filmfestspiele von Cannes wurde Cliff Martinez im Februar 2016 für seine Arbeit als bester Filmkomponist ausgezeichnet. Im Dezember 2016 wurde der Soundtrack von Martinez als Anwärter bei der Oscarverleihung 2017 in der Kategorie Beste Filmmusik in die Kandidatenliste (Longlist) aufgenommen, aus denen die Mitglieder der Akademie die offiziellen Nominierungen bestimmten. Das auf dem Soundtrack enthaltene, von Sia gesungene Lied Waving Goodbye wurde in die Longlist für den Besten Filmsong aufgenommen. Im Oktober 2016 wurde Martinez im Rahmen der Chicago Film Critics Association Awards für seine Arbeit in der Kategorie Beste Filmmusik nominiert. Im Rahmen der BloodGuts UK Horror Awards 2016 wurde Martinez für den Besten Soundtrack ausgezeichnet. Im Februar 2017 erhielt Martinez im Rahmen der International Film Music Critics Association Awards 2016 eine Nominierung in der Kategorie Beste Musik für einen Fantasyfilm, Science-Fiction-Film oder Horrorfilm. Bei den International Cinephile Society Awards 2017 war Martinez für seine Arbeit als Zweitplatzierter ausgezeichnet worden.

## Erfolge
Der Soundtrack erreichte im Juli 2016 Platz 11 der US-amerikanischen Billboard-Soundtrack-Album-Charts und zur gleichen Zeit mit Platz 15 in den Soundtrack-Album-Charts im Vereinigten Königreich seine höchste Platzierung.

## Titelliste des Soundtracks
1. Neon Demon
2. Mine – Sweet Tempest
3. The Demon Dance – Julian Winding
4. What Are You?
5. Don’t Forget Me When You’re Famous
6. Gold Paint Shoot
7. Take Off Your Shoes
8. Ruby At The Morgue
9. Jesse Sneaks Into Her Room
10. Real Lolita Rides Again
11. Messenger Walks Among Us
12. Runway
13. Take Her To Measurements
14. Who Wants Sour Milk
15. I Would Never Say You’re Fat
16. Thank God You’re Awake Remix
17. Kinky
18. Ruby’s Close Up
19. Lipstick Drawing
20. Something’s In My Room
21. Are We Having A Party
22. Get Her Out Of Me
23. Waving Goodbye – Sia